# Steve Goodman
Steve Goodman, född 25 juli 1948 i Chicago, Illinois, död 20 september 1984 i Seattle, Washington, var en amerikansk countrymusiker. Han är mest känd för sin låt "The City of New Orleans", vilken kom att bli en hit i Arlo Guthries version. Den mest kända versionen av "The City of New Orleans" är dock Willy Nelsons tillsammans med The Highwaymen.  
Goodman avled i leukemi 1984.

## Diskografi
Album
| Datum | Titel                             | Bolag       | Nummer   | Kommentarer                                                                             |
| 1970  | Gathering at the Earl of Old Town | Dunwich     | 670      | Innehåller första kända versionen av "City of New Orleans".                             |
| 1971  | Steve Goodman                     | Buddah      | BDS-5096 | Med "You Never Even Call Me by My Name," senare en hit för David Allan Coe.             |
| 1972  | Somebody Else's Troubles          | Buddah      | BDS-5121 | Med bidrag från bland andra Bob Dylan och Maria Muldaur.                                |
| 1975  | Jessie's Jig and Other Favorites  | Asylum      | 7E-1037  | Med bidrag från violinisten Vassar Clements.                                            |
| 1976  | Words We Can Dance To             | Asylum      | 7E-1061  |                                                                                         |
| 1977  | Say It In Private                 | Asylum      | 7E-1118  | Innehåller sång och banjospel från Pete Seeger.                                         |
| 1979  | High and Outside                  | Asylum      | 6E-174   |                                                                                         |
| 1980  | Hot Spot                          | Asylum      | 6E-297   | Med "Sometimes Love Forgets", en duett med Phoebe Snow.                                 |
| 1983  | Artistic Hair                     | Red Pajamas | RPJ-001  | Första albumet utgivet på Red Pajamas Records, Goodmans skivbolag.                      |
| 1984  | Affordable Art                    | Red Pajamas | RPJ-002  | Låten "Souvenirs" är en duett med vännen John Prine.                                    |
| 1984  | Santa Ana Winds                   | Red Pajamas | RPJ-003  | Albumet utkom postumt och innehåller bidrag från Emmylou Harris och Kris Kristofferson. |
| 1987  | Unfinished Business               | Red Pajamas | RPJ-005  | Andra postuma albumet. Grammy-vinnare.                                                  |
| 1996  | The Easter Tapes                  | Red Pajamas | RPJ-009  | 18 radioklipp från WNEW-FM.                                                             |
| 2000  | Live Wire                         | Red Pajamas | RPJ-015  | Live från Bayou Theater, tidlig på 1980-talet.                                          |
| 2006  | Live at the Earl of Old Town      | Red Pajamas | RPJ-017  | Live, augusti 1978.                                                                     |